# Alex Ross (crítico musical)
Alex Ross (1968) es un crítico de música estadounidense, escribe en The New Yorker desde 1996 y ha publicado un libro sobre música de repercusión internacional El ruido eterno: escuchar al siglo XX a través de su música, (The Rest Is Noise: Listening to the Twentieth Century, en inglés originalmente). 

## Biografía
Graduado de St. Albans School (Washington D. C.) en Washington D. C. y en 1990 de Harvard University, estudió con Peter Lieberson y ganó un Harvard A.B. en English summa cum laude por su tesis en James Joyce.
De 1992 a 1996 fue crítico del New York Times, The New Republic, Slate, London Review of Books, Lingua Franca, Fanfare y Feed. 
Su libro de 2007 The Rest Is Noise: Listening to the Twentieth Century, recibió aclamación y una candidatura al Premio Pulitzer
Su segundo libro, Listen to This, fue publicado en Estados Unidos en septiembre de 2010 por Farrar, Straus and Giroux y se publicó en el Reino Unido en noviembre de 2010. En septiembre de 2020 salió su tercer libro, Wagnerism.
Recibió la beca MacArthur.
Alex Ross se casó con el director Jonathan Lisecki en Canadá en 2005.